# Duce
Termenul duce desemnează un titlu nobiliar (germană Herzog; franceză duc; engleză duke; maghiară herceg; spaniolă duque; italiană duca, provine din latină dux — conducător).
Similar, ducesa este o femeie purtătoare a titlului nobiliar, care este echivalentul titlului unui duce, fiind mama, soția (sau văduva) acestuia.

## Istoric
În triburile germanice, ducii erau conducătorii trupelor în timpul războaielor, fiind aleși din rândul nobililor. Unul dintre criteriile condițiilor de alegere era experiența militară, prestigiul de care se bucura ducele și competența de conducător și de strateg militar. Printre cei mai cunoscuți duci germanici se numără: Ariovist, Segimerus, Arminius, Marbod și Widukind. În timpul dinastiei merovingiene, ducii erau împuterniciți regali în conducerea trupelor militare france.

## Ducate
În Germania au existat o serie de ducate suverane, cum ar fi: Sachsen-Weimar-Eisenach, Oldenburg, Mecklenburg-Schwerin și Mecklenburg-Strelitz, Luxemburg. Similar, în Italia, Modena, Parma cu Piacenza, Lucca, Guastalla, Geneva, Massa și Carrara au fost ducate. 